# Туласынов, Пантелеймон Яковлевич
Тула́сынов Пантелеймо́н Я́ковлевич якут. Тулааһынап Пантелеймон Яковлевич; 29 июня (12 июля) 1916, Тарын-Юряхский наслег, Оймяконский улус, Якутская область — 1949) — якутский поэт, член СП СССР (1938 г.)

## Биография
Родился Пантелеймон 29 июня 1916 года в Тарын-Юряхском наслеге Оймяконского улуса в семье учителя. В 1925 г. поступил учиться в начальную школу, с 1930 по 1935 год обучался на подготовительных курсах Якутского педагогического техникума.
1935–1936 гг. – заведующий пятиклассной школой в Кобяйском улусе
1936–1937 гг. – директор семиклассной I Хомустахской школы
1937–1938 гг. — заведующий отделом народного образования Намского района
1938—1940 год — ответственный редактор Якутского детского книжного издательства
1940–1941 гг. — корреспондент Института языка, литературы и истории ЯАССР,
1941–1942 гг. — учитель якутского языка и литературы в Майинской средней школе Мегино-Кангаласского района
1942–1944 гг. — начальник сектора по культурно-просветительской работе Наркомпроса ЯАССР
1944–1945 гг. — заведующий сектором фольклора в Союзе писателей Якутии
В 1945–1946 гг. — студент Якутского педагогического института.
С 06.01.1947 г. — главный редактор литературно-художественных передач радиокомитета при Совете Министров ЯАССР.
К сожалению, жизнь молодого поэта прервалась очень рано. Было ему всего 33 года… Причина смерти точно не установлена, предположительно, сердечный приступ. По воспоминаниям брата поэта, Дмитрия Никифоровича Сыромятникова, Туласынов «…писал выступление…, вечером лег спать, утром обнаружил, что он умер…»
Туласынов одним из первых ввел в якутскую поэзию элегическую струю и часто обращался к формам посвящения и послания «Бэйиэккэ» («Поэту»), «Доҕорбор» («Другу»), «Өрүүнэҕэ» («Ирине»), «Ыанньыксыкка» («Доярке») и т. д. Кроме этого, Туласынову принадлежит заслуга в развитии жанра лирической поэмы «Саха сирин туһунан поэма» («Поэма о Якутии»), «Сайын уонна кыһын» («Лето и зима»), «Саҥа поэматтан» («Из новой поэмы) и др.
Поэтическое наследие П.Я. Туласынова представлено в пяти сборниках стихов и поэм — «Көҕөрбүт ньургуһун» («Расцветший подснежник», 1938), «Таптыыбын төрөөбүт дойдубун» («Люблю родимый край», 1948), «Избранные произведения» (1950), «Кымыс ырыата» («Кумысное песнопение», 1969) «Мин ырыам олоҕу хоһуйар» («Моя песня воспевает жизнь», 1986). Некоторые стихи талантливого поэта стали любимыми песнями народа «Дашенька», «Песня косарей», «Кумысная», «Лена», «Частушки», «Я помню». В июне 2016 года в родном наслеге Туласынова прошел ысыах, посвященный столетию поэта, а его имя присвоено сельскому дому культуры села Терют.